# Wasserkuppe (Namibia)
Die Wasserkuppe ist ein Berg in Namibia mit 640 m Höhe über dem Meer. Der Berg liegt rund 10 km östlich des Roten Kamms und rund 40 km nordwestlich von Rosh Pinah.